# Basilius Besler
Basilius Besler (Norimberga, 13 febbraio 1561 – Norimberga, 13 marzo 1629) è stato un farmacista e botanico tedesco, fratello di Hieronimus Besler.
È conosciuto principalmente per il suo monumentale erbario chiamato Hortus Eystettensis, dal nome dell'orto botanico che aveva contribuito a realizzare come giardino di Johann Konrad von Gemmingen, principe vescovo di Eichstätt, in Baviera. Il vescovo era un appassionato botanico ed il suo era l'unico importante giardino botanico europeo al di fuori d'Italia.
Besler realizzò anche un'altra serie di incisioni, i cui temi traeva da una sua collezione museale di curiosità dei tre Regni della natura; le incisioni furono pubblicate in un'opera dal titolo Fasciculus rariorum et aspectu digniorum, varii generis quae collegit et suis impensis æri ad vivum incidi curavit Basilus Besler (Norimberga 1616-1622).
Charles Plumier dedicò a Besler un genere di piante in suo onore chiamate Besleria.

## Il primo giardino ed il trasferimento

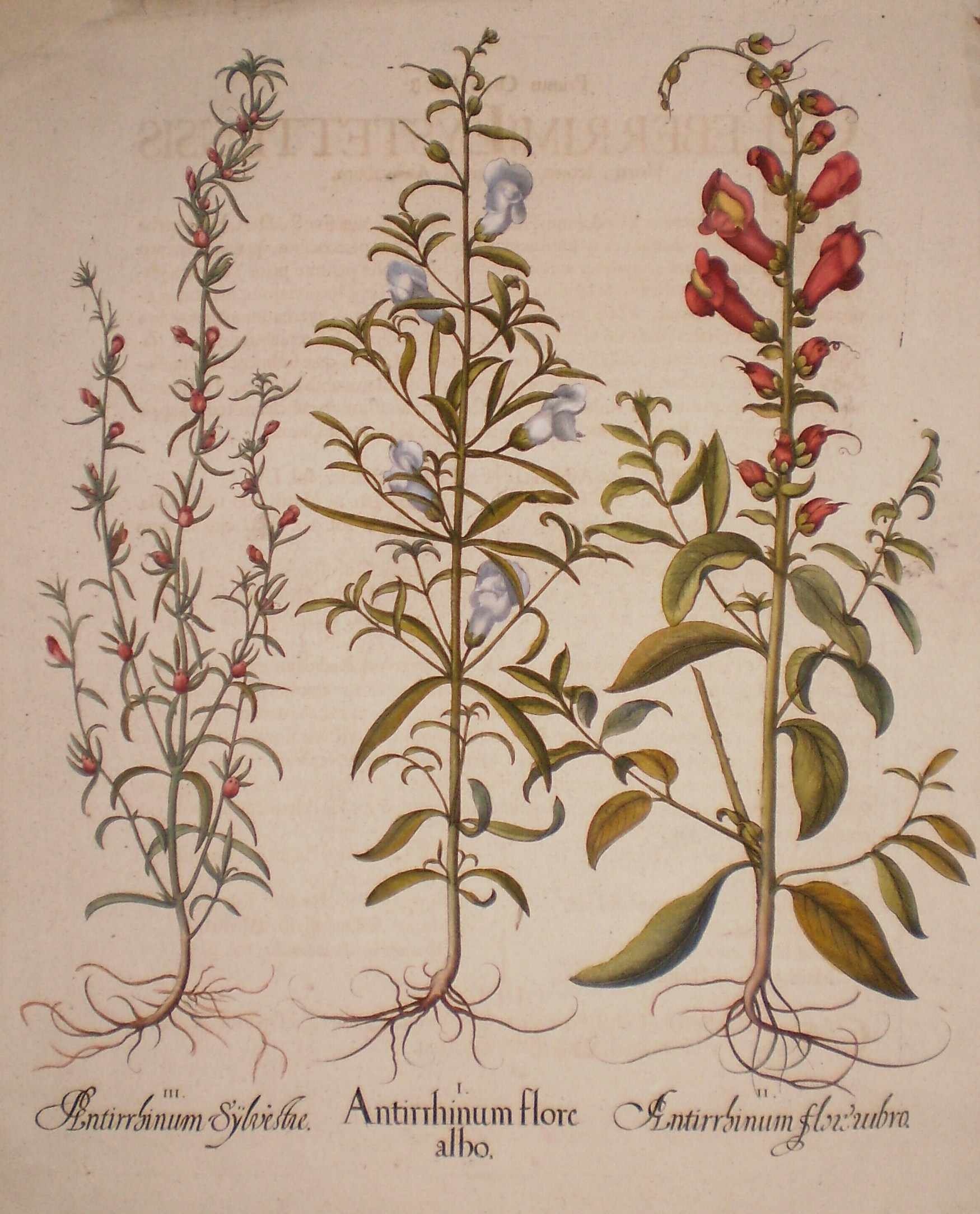
Tre versioni della bocca di leone, dall'erbario Hortus Eystettensis

Il giardino circondava il palazzo del vescovo, Willibaldsburg, che era stato costruito su una collina che domina la città. Gli orti erano stati impiantati nel 1596 su disegno di un collega di Besler, Joachim Camerarius il Giovane (1534-1598), medico e botanico. Alla morte di Camerarius, nel 1598, Besler fece trasferire ad Eichstätt le piante lasciate dal predecessore e ne proseguì il lavoro di semina e di supervisione.

## Il progetto dell'erbario
Il vescovo commissionò a Besler un inventario delle piante che crescevano nel suo giardino (ma secondo il Deutsches Museum l'idea fu proprio del farmacista), un compito che Besler completò in sedici anni, ma il vescovo morì poco prima che il lavoro fosse pubblicato. Besler lo aveva composto con l'aiuto di suo fratello Hieronimus e di un gruppo di esperti disegnatori e incisori tedeschi. Un nipote di Camerarius, Ludwig Jungermann (1572-1653), anch'egli botanico, scrisse la parte principale del testo descrittivo.
Il lavoro (sostanzialmente un erbario) fu chiamato come il giardino, Hortus Eystettensis (Giardino di Eichstätt).